# Namika Lahti
Namika Lahti ist ein finnischer Basketballverein aus Lahti. Er wurde zweimal finnischer Basketballmeister und dreimal Pokalsieger.

## Geschichte
Der Verein wurde 1898 in Wyborg gegründet und zog 1947 nach Lahti um.
Namika spielte bisher 33 Spielzeiten in der höchsten finnischen Basketball-Liga, der Korisliiga. Damit ist man ein fester Bestandteil dieser Liga.
Der Klub gewann 2000 und 2009 die Meisterschaft und wurde 1996, 2002, 2004 und 2007 Vizemeister. Außerdem konnte viermal der finnische Pokal errungen werden.
Auf europäischer Ebene nahm Namika Lahti von 1994 bis 2001 dauerhaft an Wettbewerben, dem Korać-Cup und dem Europapokal der Pokalsieger, teil. Dort schied mal jeweils früh aus.

## Halle
Der Verein trägt seine Heimspiele im 1.500 Plätze umfassenden Lahden urheilutalo aus.

## Erfolge
- 2× Finnischer Meister (2000, 2009)
- 3× Finnischer Pokalsieger (1989, 1994, 2000)

## Bekannte (ehemalige) Spieler
- Steven Wright (seit 2011)
- Ryan Brooks (2011–2012)
- Ricky Hickman (2009–2010)
- Corey Rouse (2009–2010)
- Darnell Clavon (2011)